# D.S.F.V. Blue Falcons
Die Delftsche Studenten Floorball Vereniging Blue Falcons, kurz D.S.F.V. Blue Falcons, ist ein niederländischer Studenten-Floorballverein aus Delft. Der Verein wurde 2007 gegründet und hat etwa 70 Mitglieder. Die erste Herrenmannschaft spielt in der Eredivisie, der höchsten Spielklasse des Landes. Die Damen und das zweite Herrenteam spielen eine Klasse tiefer in der Eerste Divisie. Außerdem treten zwei Teams im Mixed-Wettbewerb an!

## Erfolge

### Herren
keine Titel

### Damen
keine Titel